# Língua tadaksahak
A língua tadaksahak, também conhecida como dausahaq, daoussak, daoussahaq, dawsahaq ou daosahaq, é uma das línguas songais do norte, falada na parte ocidental do Níger e em Mali, nas regiões administrativas Cercle de Ménaka e Cercle de Ansongo. É a língua nativa dos idaksahak, um povo nômade pastoralista.
Em 2007, o número de falantes da língua era estimado em 170.800, sendo 169.000 nativos do Mali e 1.800 de outros países. O idioma é falado cotidianamente pelos Idaksahak e repassado para as novas gerações, sendo considerado ativo e sem ameaça de extinção.
O tadaksahak é uma língua songai setentrional, um subgrupo da família nilo-saariana que herdou características da língua bérbere tamajaq, falada pelos tuaregues. Boa parte dos falantes de tadaksahak são bilíngues devido à interação com os povos que vivem na mesma região e falam outras línguas do grupo songai. Apesar disso, mulheres raramente deixam suas comunidade, portanto não costumam aprender outras línguas.

## Etimologia
Tadaksahak é o endônimo da língua tadaksahak, e também a forma com que estrangeiros, em maioria, se referem a ela. A formação da palavra segue o padrão dos bérberes, portanto deriva do nome do povo de que a língua é nativa, da mesma forma que os igdalens falam tagdal, os iberogans falam tabarog e os issawaghans falam tasawaq. Outras variações do nome, como dausahaq, derivam da palavra Dăwsăhak, forma como os tuaregues chamam o povo idaksahak.

## Distribuição
Os falantes do tadaksahak concentram-se na região entre as longitudes 0º e 4º leste e latitudes próximas a 16º norte, que compreendem as àres de cercle de Ménaka e cercle d’Ansongo, na região de Gao, no Mali, e uma porção do oeste do Níger. Além disso, podem ser encontrados homens nos países vizinhos do Mali que migraram em busca de trabalho, bem como comunidades isoladas próximas ao rio Níger e uma comunidade maior na Argélia.

### Dialetos e línguas relacionadas
O tadaksahak possui certa semelhança com as línguas songai setentrionais geograficamente próximas (tagdal, tabarog e tasawaq) devido à sua origem compartilhada; entretanto, não é mutualmente inteligível com elas.
Variações lexicais do idioma podem ser divididas de acordo com a região onde são encontradas: Tamalet, no vale Azawagh, Talatayt, no noroeste de Ménaka e Infukaraytan, na fronteira com o Níger.

## Fonologia

### Consoantes
O tadaksahak apresenta 32 sons consonantais, sendo que todos os sons alveolares também ocorrem em sua forma faringealizada.
|             | Labial | Alveolar | Pós-alveolar | Faringealizada | Palatal | Velar | Faríngea | Glotal |
| ----------- | ------ | -------- | ------------ | -------------- | ------- | ----- | -------- | ------ |
| Oclusiva    | b      | t d      |              | tˤ dˤ          |         | k ɡ   | q        |        |
| Africada    |        |          | ʧ d͡ʒ         |                |         |       |          |        |
| Fricativa   | f      | s z      | ʃ ʒ          | sˤ zˤ          |         | x ɣ   | ħ ʕ      | h      |
| Aproximante | w      |          |              |                | j       |       |          |        |
| Lateral     |        | l        |              | lˤ             |         |       |          |        |
| Tepe        |        | ɾ        |              | ɾˁ             |         |       |          |        |
| Nasal       | m      | n        |              | nˤ             |         | ŋ     |          |        |

### Vogais
|             | Anterior      | Central | Posterior  |
| ----------- | ------------- | ------- | ---------- |
| Fechada     | i / iː        |         | u / uː     |
| Semifechada | ɪ             |         |            |
| Média       | e             | ə       | o / oː     |
| Semiaberta  | ɛ / ɛː        |         | ʌ / ɔ / ɔː |
| Aberta      | æ / æː a / aː | ɐ       | ɑ          |

## Ortografia
A escrita do tadaksahak é feita tanto no alfabeto árabe quanto no alfabeto latino com adição de algumas letras. Além disso, todas as consoantes alveolares presentes no idioma (t, d, l, r, n) podem ocorrer na forma faringealizada, representada pela adição de um ponto (ex: o l em ḷaabú, que significa argila).

### Vogais
| Letra | Fonema                         | Aproximação com o português                                                  |
| ----- | ------------------------------ | ---------------------------------------------------------------------------- |
| i     | /i/, /iː/, /ɪ/, /e/            | quis(/i/), surge(/ɪ/), mesa(/e/)                                             |
| u     | /u/, /uː/                      | urso(/u/)                                                                    |
| e     | /e/, /ɛ/, /ɛː/                 | mesa(/e/), pé(/ɛ/)                                                           |
| ǝ     | /ə/, /ʌ/                       | não há equivalente no português brasileiro                                   |
| o     | /o/, /oː/, /ɔ/, /ɔː/           | dois(/o/), só(/ɔ/)                                                           |
| a     | /æ/, /æː/, /a/, /aː/, /ɐ/, /ɑ/ | não há equivalente no português brasileiro(/æ/ e /ɑ/), casa(/a/), cama(/ɐ/), |

### Consoantes
| Letra | Fonema | Aproximação com o português                |
| ----- | ------ | ------------------------------------------ |
| b     | /b/    | bola                                       |
| f     | /f/    | faca                                       |
| w     | /w/    | riu                                        |
| m     | /m/    | mesa                                       |
| t     | /t/    | montanha                                   |
| d     | /d/    | dado                                       |
| s     | /s/    | osso                                       |
| z     | /z/    | casa                                       |
| l     | /l/    | limpo                                      |
| r     | /ɾ/    | touro                                      |
| n     | /n/    | narina                                     |
| ṭ     | /tˤ/   | não há equivalente no português brasileiro |
| ḍ     | /dˤ/   | não há equivalente no português brasileiro |
| ṣ     | /sˤ/   | não há equivalente no português brasileiro |
| ẓ     | /zˤ/   | não há equivalente no português brasileiro |
| ḷ     | /lˤ/   | não há equivalente no português brasileiro |
| ṛ     | /ɾˁ/   | não há equivalente no português brasileiro |
| ṇ     | /nˁ/   | não há equivalente no português brasileiro |
| c     | /ʧ/    | tchau                                      |
| j     | /d͡ʒ/   | grande                                     |
| ʃ     | /ʃ/    | chave                                      |
| ʒ     | /ʒ/    | loja                                       |
| y     | /j/    | manteiga                                   |
| k     | /k/    | corpo                                      |
| g     | /ɡ/    | galo                                       |
| x     | /x/    | rio                                        |
| ɣ     | /ɣ/    | não há equivalente no português brasileiro |
| ŋ     | /ŋ/    | não há equivalente no português brasileiro |
| q     | /q/    | não há equivalente no português brasileiro |
| ħ     | /ħ/    | não há equivalente no português brasileiro |
| ʕ     | /ʕ/    | pausa em ã-ã (usado na fala como negação)  |
| h     | /h/    | carro                                      |

## Gramática

### Pronomes

#### Pronomes pessoais
Os pronomes pessoais estão relacionados com a sua função sintática, sendo divididos em: sujeito dependente, sujeito independente, objeto dependente e objeto independente. Os sujeitos e objetos dependentes funcionam como partículas que são anexadas a um verbo ou posposição. 
Quanto à pessoa do discurso, são divididos em emissor (primeira pessoa), receptor (segunda pessoa) e não-participante (terceira pessoa), sem distinção de gênero. A terceira pessoa do singular serve para referentes masculinos e femininos, animados e inanimados. No plural, não há diferença entre a primeira pessoa inclusiva e exclusiva. 
|                             | Sujeito dependente | Sujeito independente | Objeto dependente | Objeto independente |
| --------------------------- | ------------------ | -------------------- | ----------------- | ------------------- |
| Primeira pessoa do singular | aɣ(a)₌             | aɣáy                 | aɣáy              | aɣáy                |
| Segunda pessoa do singular  | ni₌/ǝn₌            | nín                  | nín               | nín                 |
| Terceira pessoa do singular | a₌                 | áŋga                 | ₌a                | áŋga                |
| Primeira pessoa do plural   | ar(ǝ)₌             | áari                 | áari              | áari                |
| Segunda pessoa do plural    | andǝ₌              | ándi                 | ándi              | ándi                |
| Terceira pessoa do plural   | i₌                 | íŋgi                 | ₌i                | íŋgi                |

#### Pronomes possessivos
Os pronomes possessivos do tadaksahak são marcados pelo clítico de sujeito (sujeito dependente) + morfema genitivo (que pode ser n ou wáni).
|                             | Clítico de sujeito | Pronome possessivo 1 | Pronome possessivo 2 |
| --------------------------- | ------------------ | -------------------- | -------------------- |
| Primeira pessoa do singular | aɣa₌/aɣ₌           | aɣá₌n                | aɣ₌wáni              |
| Segunda pessoa do singular  | ni₌                | ní₌n                 | ni₌wáni              |
| Terceira pessoa do singular | a₌                 | áy₌n                 | ay₌wáni              |
| Primeira pessoa do plural   | arǝ₌/ar₌           | árǝ₌n                | ar₌wáni              |
| Segunda pessoa do plural    | andǝ₌              | ándǝ₌n               | andǝ₌wáni            |
| Terceira pessoa do plural   | i₌                 | í₌n                  | i₌wáni               |

### Verbos
Os verbos do tadaksahak ocorrem na forma de palavras verbais, nas quais pessoa, número, modo, aspecto e negação formam uma mesma palavra, sendo indicados por afixos à raiz do verbo e mudanças em vogais e na tonicidade.
A pessoa e o número são assinalados pelo clítico do sujeito que é anexado ao verbo e devem ser obrigatoriamente indicados, mesmo que haja a presença de uma frase nominal.
Os elementos de modo, o aspecto e a negação formam os morfemas MAN, que são mutuamente excludentes e não podem ser combinados.
|              | Afirmativo | Negativo |
| ------------ | ---------- | -------- |
| Perfectivo   | -          | nǝ-      |
| Imperfectivo | b-/bǝ-/f-  | sǝ-      |
| Futuro       | tǝ-        | sǝ-      |
| Subjuntivo   | m-         | sǝ-      |

O aspecto perfectivo não é marcado por morfema, mas ocorre a geminação da consoante inicial do verbo.

### Substantivos
Os substantivos são divididos em grupo 1, sem prefixo, que abrange a maior parte dos substantivos de origem songai, empréstimos do árabe e alguns de origem tamasheq e grupo 2, com prefixo, formado majoritariamente por palavras de origem tamasheq.

#### Gênero
O gênero masculino não possui nenhuma indicação formal, enquanto que o feminino é marcado pelo prefixo t- e pelo sufixo -t. Quando um substantivo feminino é gerado a partir de um substantivo sem prefixo, o prefixo será formado pelo t- junto com o prefixo de número a-, como em moʃaddí (tio paterno), que se transforma em t-a-moʃaddí-t (tia paterna).
Além de indicar o gênero, a marcação de feminino também pode assumir diversos significados, como o diminutivo.

#### Número
Todos os substantivos possuem número definido. Quando não há nenhuma marcação explícita, o substantivo é interpretado como singular.
Os substantivos do grupo 1 são divididos em 4 subclasses de acordo com sua etimologia, sendo que cada classe recebe diferentes morfemas que indicam o plural.
| Origem                                               | Morfema        | Exemplo                          |
| ---------------------------------------------------- | -------------- | -------------------------------- |
| Songai                                               | Sufixo -en/-an | borá/bor-én (pessoa/pessoas)     |
| Empréstimos de línguas que não são tamasheq ou árabe | Sufixo -tan    | bukturú/bukturú-tan (sapo/sapos) |
| Empréstimos do árabe                                 | Prefixo -id    | alwalí/id-alwalí (santo/santos)  |
| Tamasheq                                             | Sufixo -an     | fáḍaṇ/fáḍaṇ-an (outro/outros)    |

No grupo 2, os substantivos possuem um prefixo de singular (a-, e-, u-), que é substituído pelo prefixo de plural i- (exceto quando já existe um prefixo t-ǝ- indicando gênero feminino, caso em que apenas o sufixo é adicionado). Além disso, geralmente recebem um sufixo de plural, que pode ser -an, -en, -ǝn, -in ou -tan.

### Sentença

#### Ordem da frase
A ordem padrão das sentenças do tadaksahak é SVO (sujeito-verbo-objeto), sendo que os objetos diretos da terceira pessoa são inseridos na palavra verbal na forma de clíticos.

#### Perguntas
As perguntas de sim ou não podem ser apenas frases indicativas pronunciadas com uma entonação interrogativa. Outra possibilidade é o uso da partícula "ák" ou "igán" antes do período. Quando o emissor pressupõe que a resposta é "sim", pode ser adicionado o elemento "wiji", que é equivalente ao "não é?" no final de uma frase em português.
Para perguntas de conteúdo, são colocadas no início das frases as palavras ci, man (seguida por substantivo) e maaná, que significam, respectivamente, quem/o que, qual e quando.

## Vocabulário
A tabela abaixo apresenta a lista de Swadesh do tadaksahak.
| Inglês     | Português | Tadaksahak       |
| ---------- | --------- | ---------------- |
| all        | tudo      | kuˈlːu           |
| and        | e         | əndɐ             |
| animal     | animal    | ˈtəɣsɐ           |
| ashes      | cinzas    | boːˈʃi           |
| back       | atrás     | ɐˈɾuːɾu          |
| bad        | mau       | ɐjibˈɾæɾ         |
| bark       | latir     | bɐɾʤi            |
| belly      | barriga   | guŋˈgu           |
| big        | grande    | ɐˈbɛɾ            |
| bird       | pássaro   | ˈciːdɐw          |
| bite       | morder    | nɐm              |
| black      | preto     | hɛˈbiːbi         |
| blood      | sangue    | kuˈdɛn           |
| blow       | sopro     | sˁudˁ            |
| bone       | osso      | biːˈdi           |
| breast     | peito     | ˈɐːfɐf           |
| burn       | queimar   | kuɾukuɾu         |
| child      | criança   | ˈizɛi            |
| cloud      | nuvem     | tɐˈgɐɾɐk         |
| cold       | frio      | jɛj              |
| come       | vir       | koikɐt           |
| count      | contar    | ˈʃudˁun          |
| cut        | cortar    | kos              |
| day        | dia       | zɐɣˈɾi           |
| die        | morret    | bun              |
| dig        | cavar     | fɐs              |
| dirty      | sujo      | ˈʒibit           |
| dog        | cachorro  | hæ̃ʃi             |
| drink      | beber     | nin              |
| dry        | seco      | qoq              |
| dust       | poeira    | ɐˈbɐːləq         |
| ear        | orelha    | hɐŋˈgɐ           |
| earth      | terra     | ˈgɐndɐ           |
| eat        | comer     | ŋɐ               |
| egg        | ovo       | ˈtɐfult          |
| eye        | olho      | mo               |
| fall       | cair      | ˈkæŋg            |
| far        | longe     | moɾ              |
| father     | pai       | bɐːˈbɐ           |
| fat (n.)   | gordura   | ˈmæːni           |
| fingernail | unha      | ˈɐʃkɐɾ           |
| fire       | fogo      | huːˈɾu           |
| fish       | peixe     | ɐˈmɐnɐnɐ         |
| five       | cinco     | ʃɐˈmːuʃ          |
| fly (v.)   | voar      | sˁotˁ            |
| foot       | pé        | cɛi              |
| forest     | floresta  | tɐˈgoːɾɐst       |
| four       | quatro    | ɐˈkoz            |
| full       | cheio     | tˁon             |
| give       | dar       | nɐ               |
| good       | bom       | aˈgimɐn          |
| grass      | grama     | suːˈbu           |
| green      | verde     | hɛdalatan        |
| guts       | entranhas | ˈɐːdɐnɐn         |
| hair       | cabelo    | hæːbɛn           |
| hand       | mão       | kɐmˈbɐ           |
| he         | ele       | ɐ-               |
| head       | cabeça    | bæŋˈgu           |
| hear       | ouvir     | mo               |
| heart      | coração   | wul              |
| heavy      | pesado    | jilˈtɐg          |
| here       | aqui      | ne               |
| hit        | acertar   | kɐɾ              |
| hold       | segurar   | ˈjidːəɾ          |
| horn       | chifre    | hiˈlːitɐn        |
| how        | como      | mɐnumːuk aɣonda  |
| hunt       | caçar     | giˈmɐɾ           |
| I          | eu        | ɐɣɐ-             |
| if         | se        | əndɐŋgɐ          |
| in         | dentro    | ɐmːɐs            |
| kill       | matar     | ɐwijɐ            |
| knee       | joelho    | ˈɐfud            |
| know       | saber     | bɛi              |
| lake       | lago      | ɐˈɣɐzɐɾ          |
| laugh      | rir       | ˈgoɾgoɾ          |
| leaf       | folha     | ˈɐːlɐ            |
| left       | esquerda  | zɐlgɐt           |
| lie        | mentir    | kɛːˈni           |
| live       | viver     | ɐbəˈdɐɾ          |
| liver      | fígado    | tɐːˈʃɐ           |
| long       | longo     | kuˈku            |
| louse      | piolho    | gɛːˈnɐn          |
| man        | homem     | æːˈɾu            |
| many       | muitos    | bɐˈbo            |
| meat       | carne     | ˈhæːmu           |
| moon       | lua       | ɐˈjɐɾ            |
| mother     | mãe       | nɐːˈnɐ           |
| mountain   | montanha  | ˈtˁondi          |
| mouth      | boca      | ˈmijɐ            |
| name       | nome      | mæn              |
| narrow     | estreito  | ʃɐˈdid           |
| near       | perto     | mæn              |
| neck       | pescoço   | ʤinˈʤi           |
| new        | novo      | ɐjɛiˈnɛi         |
| night      | noite     | ciˈʤi            |
| nose       | nariz     | ˈtĩʒɛɾ           |
| old        | velho     | ʒen              |
| one        | um        | ɐˈfoːdɐ          |
| person     | pessoa    | boˈɾɐ            |
| pull       | puxar     | ɐˈbəɾkəb         |
| push       | empurrar  | ˈjibdəd          |
| rain       | chuva     | ʧinˈʤi           |
| red        | vermelho  | ˈʧidɛi           |
| right      | direita   | ˈɐːɣil           |
| river      | rio       | ɐjəˈɾɐw          |
| road       | estrada   | tɐˈdɐqɐt         |
| root       | raiz      | ˈicaːn           |
| rope       | corda     | kɐɾˈfu           |
| rotten     | estragado | fumˈbu           |
| round      | redondo   | tabuˈluːlɛq      |
| rub        | esfregar  | ˈnunːuɣut        |
| salt       | sal       | ciːˈdi           |
| sand       | areia     | tɐˈzæːzult       |
| say        | dizer     | hɐɾ              |
| scratch    | coçar     | ˈzugmuz          |
| sea        | mar       | ɐˈɣɐzɐɾ          |
| seed       | semente   | ˈtəblɐlan        |
| see        | ver       | guˈnɐ            |
| sew        | costurar  | ˈtˁɐːtˁɐb        |
| sharp      | agudo     | ɐjiˈwɐl          |
| short      | curto     | gɐˈzul           |
| sing       | cantar    | ˈɐsˁɐk           |
| sit        | sentar    | goˈɾɐ            |
| skin       | pele      | kuːˈru           |
| sky        | céu       | iˈʒinːæːn        |
| sleep      | dormir    | kɛːˈni           |
| small      | pequeno   | cɛːˈnɐ           |
| smell      | cheiro    | ɐfˈkɐɾ ɛimɐmɐˈni |
| smoke      | fumaça    | nuːˈnɛn          |
| smooth     | suave     | səˈlɐl           |
| snake      | cobra     | ˈgõʃi            |
| spit       | cuspir    | ˈsətəf           |
| split      | dividir   | ˈjiftək          |
| squeeze    | apertar   | aˈbədəd          |
| stab       | apunhalar | fun              |
| stand      | ficar     | kɛi              |
| star       | estrela   | ˈɐtri            |
| stick      | graveto   | bunˈdu           |
| stone      | pedra     | ˈtˁondi          |
| straight   | reto      | ɐˈjɐʔɐd          |
| suck       | chupar    | ˈsəmːəm          |
| sun        | sol       | wɛiˈni           |
| swim       | nadar     | ˈjilmaɣ          |
| tail       | cauda     | tɐˈlɐŋkɐwt       |
| they       | eles      | i-               |
| think      | pensar    | ˈsəmədɾən        |
| thou       | você      | nə-              |
| three      | três      | kɐːɾɐd           |
| throw      | jogar     | ɐbfuɾ            |
| tie        | amarrar   | hɐw              |
| tongue     | língua    | ˈiːləs           |
| tooth      | dente     | ˈiʃɐnɐn          |
| tree       | árvore    | tuˈgudu          |
| turn       | virar     | ˈjiɣli           |
| two        | dois      | hiŋˈkɐ           |
| vomit      | vomitar   | jɛːˈɾi           |
| walk       | andar     | diˈdɐ            |
| warm       | quente    | koˈrɐ            |
| wash       | lavar     | ˈhimɛi           |
| water      | água      | ɐɾˈjɛn           |
| we         | nós       | ɐɾə-             |
| wet        | molhado   | tˁɐi             |
| what       | o que     | cinɐ             |
| when       | quando    | ʧɐgud            |
| where      | onde      | mɐnːe            |
| white      | branco    | koːɾɛi           |
| who        | quem      | ci               |
| wide       | amplo     | ajilˈwɐ          |
| wind       | vento     | hɛw              |
| wing       | asa       | ˈɐfrɐw           |
| woman      | mulher    | wɛi              |
| worm       | minhoca   | tɐwukɐ           |
| year       | ano       | ɐˈwɐtɛi          |
| yellow     | amarelo   | ɐjɐˈɾɐɣ          |
| you        | você      | ɐndə-            |

## Menções
Em 2011, a sintaxe da língua foi objeto de um problema na Competição Aberta Norte-americana de Linguística Computacional (NACLO).